# Ester Nagel
Ester Merete Nagel, född 5 mars 1918 i Stockholm, död 19 mars 2005, var en dansk författare. Hon var gift med författaren Halfdan Rasmussen 1943–1973 och var mor till skådespelaren Iben Nagel.
Ester Nagel var dotter till grosshandlaren Arnold Walter Nagel (1889–1947) och Else Elise Kønig (1893–1973). Hon växte upp i Berlin och Köpenhamn. Hon gick i lära som apoteksbiträde på Jernbaneapoteket 1935 och blev efter sin examen 1938 anställd som kontorist. Hon gjorde sin författardebut 1940, då hon fick en novell publicerad i tidskriften Vild Hvede. Genom denna tidskrift blev hon medlem i Unge Kunstneres Klub där hon träffade Tove Ditlevsen, som blev hennes väninna. Hon gjorde sin bokdebut 1943, då novellsamlingen Mennesker gavs ut. Året därpå kom den självbiografiska romanen Dagen gaar sin gang, som skildrar en hur ung kvinnas dröm om att bli konstnär kolliderar med verkligheten, som präglas av fattigdom och rutinarbete på ett kontor. Hennes tredje bok, Striden om Jakob (1947), var en socialrealistisk roman. Efter ett antal novellsamlingar gav hon ut romanen Lille-Ost og hans bedrifter 1955, som gjorde upp med den kvinnosyn som skildrades i Karen Blixens essä En båltale med 14 års forsinkelse från 1953.
Nagel var en del av den danska könsrollsdebatten under 1950- och 1960-talen, bland annat genom sina hörspel för Danmarks Radio (Ægtemand, dit smykke går på fødder (1954) och En køn redelighed (1965), samt som medlem av Dansk Kvindesamfund. Hon deltog även i debatten kring sociala och internationella frågor, bl.a. som föredragshållare för den humanitära hjälporganisationen Mellemfolkeligt Samvirke. Under 1970-talet skrev hon främst dramatik för barn, exempelvis Hovsa og Tralle (1970), Hattemarbutikken (1972) och Mathilde (1975).

### Hörspel
- Ægtemand, dit smykke går på fødder (1954)
- Lukkede huse (1958)
- Lad Magdalena fortælle (1959)
- Bryllupsdagen (1960)
- Påske i bjælkehytten (1960)
- Markedet (1962)
- Glasbørnene (1963)
- En køn redelighed (1965)
- Det store kirsebærtræ (1972)

## Priser och utmärkelser
- Direktør J.P. Lund og hustru Vilhelmine Bugge's Legat (1948)
- Emma Bærentzens Legat (1950)
- Edith Rode Legatet (1952)
- Thit Jensens Forfatterlegat (1964)
- Morten Nielsens Mindelegat (1974)